# Kenny Davis
Kenny Davis (* 4. September 1961 in Chicago) ist ein US-amerikanischer Jazzbassist, der Kontrabass und E-Bass spielt.

## Leben
Anfänglich hörte Kenny Davis Rhythm-and-Blues-Künstler wie Earth, Wind and Fire, The Brothers Johnson, The Temptations und andere mehr. Nachdem er sich zuerst das Spielen selbst beibrachte, studierte er Musiktheorie bei David Holder Sr. Dann besuchte er die Northeastern Illinois University, wo er den „Bachelor of Arts degree in Music Education“ erwarb, einen Hochschulabschluss in Musikerziehung.
Nachdem er die Universität besuchte, entdeckte er die Jazzmusik für sich und wurde schnell Teil der Chicagoer Jazzszene, wo er mit Von Freeman spielte, mit Ari Brown und Fred Anderson. Später studierte er klassisches Kontrabassspiel mit Warren Benfield vom Chicago Symphony Orchestra, und hatte eine Reihe von Lehrstunden mit Jeffrey Bradetich. Einige seiner Jazzeinflüsse sind Ray Brown, Paul Chambers und Ron Carter. Außerdem wurde er von den E-Bassisten Jaco Pastorius und Verdin White beeinflusst.
1986 zog er nach New York, wo er mit Out of the Blue (OTB) spielte und schnell von der New Yorker Szene aufgenommen wurde. Dort machte er auch Gelegenheitsstudiositzungen für Videospiele wie Metal Gear Solid 2 und Diät-Cola mit Elton John sowie Jingles. In New York begann er mit Künstlern wie Freddie Hubbard, Cassandra Wilson, Abbey Lincoln, Dianne Reeves und Art Farmer aufzutreten und lernte bei Ron Carter.
Er arrangierte den Song Tell Me You´ll Wait for Me auf Cassandra Wilsons Album Blue Light Til Dawn, auf dem er auch auf anderen Stücken mitspielt, und das einen Grammy Award gewann. Das minimalistische Arrangement muss sich bei dem Triostück nur mit Gesang, Bass und Schlagzeug beschäftigen, wobei Davis sein (wohl nachträgliches) gestrichenes Solo selbst mit gezupftem Bass unterlegt.
Während der 1990er tourte Kenny Davis mit Musikern wie Herbie Hancock (April 99 in Japan, Oktober/November 96 in Japan, Australien, Korea), Dianne Reeves (April 98 in Japan und Oktober/November 97 durch Europa), Art Farmer und war zeitweise Mitglied bei Hasidic New Wave. 1999 erhielt Kenny Davis einen Anruf von Kevin Eubanks, um als Leiter und musikalischer Direktor der The Tonight Show Band zu arbeiten, bei der er ebenso Bassist vom September 1999 bis März 2002 war.
Im Juni 2002 zog Kenny Davis wieder nach New York, und er tourt wieder, nimmt auf und lehrt.
Im Mai 2006 erhielt er einen Doktortitel für Musik von der Rutgers University.
Kenny Davis lehrt momentan an der University of Connecticut (UConn).
Er beteiligt sich an Projekten des Schlagzeugers Billy Kilson und des Pianisten John Esposito. Davis trat mit Jazzmusikern, die sich nach dem Bebop einen Namen machten, Musikern aller Stile und neuen jüngeren Jazzmusikern auf. 2019 gehört er dem Quartett von Don Braden an.

## Diskografie (Auswahl)

### Als Begleitmusiker
- Onaje Allan Gumbs: Remember Their Innocence (2005)
- Carla Cook, Simply Natural, Maxjazz 2002
- Regina Carter, Something for Grace, Atlantic, 1997
- Cassandra Wilson, Blue Light Til Dawn, Blue Note, 1993
- Steve Coleman & Five Elements, The TAO of Mad Phat Fringed Zones, Novus, 1993
- Out of the Blue, O.T.B Live at Mt. Fuji Jazz Festival, O.T.B/Blue Note, 1986